# Famille Robert de Massy
Pour les articles homonymes, voir Robert et Massy.
La famille Robert de Massy est une famille subsistante d'ancienne bourgeoisie française, originaire du Loiret.

## Histoire
La famille Robert de Massy est originaire de Saint-Gondon, puis de Coullons, dans la province de l'Orléanais (actuel département du Loiret). En 1719, elle s'est scindée en deux branches : la branche ainée Robert de La Matholière, éteinte au XIXe siècle, et la branche cadette Robert de Massy, subsistante.

## Branches

### Robert de Massy
- Denis Robert de Massy (1736-1794), avocat, bailli de Saint-Mesmin, suppléant de député aux États généraux de 1789 au titre du bailliage d’Orléans, marié avec Marie-Thérèse Pisseau, membre de la section des Piques[2], eut pour fils :
  - Pierre Robert de Massy (1772-1864), négociant à Orléans, marié en premières noces le 31 janvier 1801 à Orléans avec Marie-Madeleine Hureau, dont :
    - Paul-Alexandre Robert de Massy (1810-1890), avocat, député, puis sénateur du Loiret sous la IIIe République, dont :
      - Louis Maurice Robert de Massy (1844-1928), préfet de 1877 à 1885 (Meuse, Orne, et Basses-Pyrénées)[3],[4].

  - marié en secondes noces le 31 décembre 1817 à Orléans avec Anne Julie Nathalie Delahaye, dont :
    - Jules Henri Robert de Massy (1829-1862), ascendant de :
      - Bernard Robert de Massy (né en 1958), chercheur en biologie moléculaire à Montpellier, honoré de la médaille d’argent du Centre national de la recherche scientifique en 2012.